# Everytime We Touch (álbum)
Everytime We Touch é o álbum de estréia da banda alemã de eurodance Cascada, lançado em 2006. Alcançou a 6ª posição nas paradas britânicas em sua estréia e depois subiu até o 2º lugar.[carece de fontes?]

## Faixas
Todas as faixas por Yann Peifer e Manuel Reuter, exceto onde anotado.
1. "Everytime We Touch" (Toda vez que nos tocamos) (P. Risavy/ M. Reilly/ S. Mackillop) – 3:16
2. "How Do You Do!" (Como vai você!) (P. Gessle) – 3:15
3. "Bad Boy" (Garoto mau) – 3:12
4. "Miracle" (Milagre) – 3:38
5. "Another You" (Outro você) – 3:39
6. "Ready for Love" (Pronto para o amor) – 3:23
7. "Can't Stop the Rain" (Não posso parar a chuva) (Allan Eshuijs/ Yann Peifer/ Manuel Reuter) – 3:28
8. "Kids in America" (Crianças na América) (R. Wilde/ M. Wilde) – 3:00
9. "A Neverending Dream" (Um sonho sem fim) (A. Kaiser/ M. Uhle) – 3:23
10. "Truly, Madly, Deeply" (Verdadeiramente, loucamente, profundamente) (D. Jones/ D. Hayes) – 4:11
11. "One More Night" (Mais uma noite) (Yann Peifer/ Manuel Reuter) – 3:42
12. "Wouldn't It Be Good" (Não seria bom) (N. Kershaw) – 3:27
13. "Love Again" (Amor de novo) – 3:28
14. "Everytime We Touch" (Yanou's Candlelight Mix) (Toda vez que nos tocamos) (P. Risavy/ M. Reilly/ S. Mackillop – 3:15

## Paradas
Paradas mundiais (2006-2008)
| Chart                              | Posição de Estréia | Posição máxima | Semanas na posição máxima | Semanas na chart |
| ---------------------------------- | ------------------ | -------------- | ------------------------- | ---------------- |
| Ireland Albums Top 75              | 36                 | 1              | 5                         | 35               |
| UK Albums Top 75                   | 6                  | 2              | 1                         | 28               |
| Sweden Albums Top 60               | 10                 | 10             | 1                         | 14               |
| France Albums Top 150              | 51                 | 11             | 1                         | 44               |
| Norway Albums Top 40               | 35                 | 14             | 1                         | 6                |
| Austria Albums Top 75              | 72                 | 31             | 1                         | 12               |
| World Albums Top 40                | 36                 | 33             | 1                         | 3                |
| Dutch Albums Top 100               | 40                 | 40             | 1                         | 15               |
| Swiss Albums Top 100               | 66                 | 48             | 1                         | 11               |
| Chart Trajectory US Albums Top 100 | 67                 | 67             | 1                         | 2                |